# Юрюки
Юрю́ки (ёрю́ки, йоруки, ёруки; (тур. Yörük(ler) [ёрюклер], также Yürük(ler) [юрюклер])) — часть тюрков, ведущая кочевой образ жизни, связанный с отгонным скотоводством (преимущественно овцеводством) в современной Турции. Язык — турецкий.

## Происхождение названия
По одной из версий, слово юрюк происходит от тюркского корня  *yorï-, *yöri- «идти, продвигаться» (ср. современное турецкое yürümek, юрюмек с тем же значением).

## История
В литературе зафиксированы три основных значения: (1) в Османской империи, прежде всего, специальный термин,
имеющий юридическое, административное и фискальное значение, обозначающий особый класс кочевников, обязанных служить в османской армии; (2) в современной этнологической и антропологической литературе, термин, а также самоназвание кочевых скотоводов, включая элементы на разных стадиях оседлости, используемый в этническом смысле в отличие от туркменских, курдских или других скотоводческих племенных групп Анатолии; и (3) в Османской империи и в наше время, общий и, следовательно, менее подходящий термин для кочевых скотоводческих турецких племенных групп.
В более узком историческом контексте под юрюками понимают группы кочевых тюркских племён огузской группы, выделившихся из только складывающегося туркоманского этноса и двинувшихся за Запад — в Персию, а затем в Византию, где нашествия сельджуков, а затем и турок-османов привели к исчезновению греческой (византийской) государственности.
Кочевые юрюки, окончательно принявшие ислам в Персии, были основой могущества конийских, а затем и османских султанов. Ведя кочевой образ жизни, юрюки нередко становились дервишами — проповедниками ислама, часто совмещая эту задачу с ролью гази — воинов священной войны, газавата, против неверных. Тем не менее юрюкские женщины никогда не носили паранджи.

## Племена юрюков
Юрюкский народ издавна делился на ряд фратрий или племён:
- Ак-Сигирли (Aksigirli[3]),
- Али-Эфенди (Ali-Efendi),
- Баяты (Bayat boyu)[4],
- Бахшиш (Bahsıs),
- Чакаллар (Cakallar),
- Чошлу (Coşlu),
- Кекли (Qekli),
- Каджар (Kaçar),
- Гюзельбейли (Güzelbeyli),
- Хорзум (Horzum),
- Кара-Эвли (Karaevli),
- Кара-Хачили (Karahacılı),
- Кара-Коюнлу (Karakoyunlu),
- Кара-Каяли (Karakayalı),
- Кара-Лар (Karalar),
- Кара-Кечили (Karakeçili),
- Манавли (Manavlı),
- Мелеменчи (Melemenci),
- Сан-Агали (San-Agalı),
- Сан-Хачили (Sanhacılı),
- Сары-Кечили (Sarıkeçili),
- Текели (Tekeli) и
- Йени-Османли (Yeni-Osmanlı[5]).

## Расселение
Попав на Балканы в середине XIV века вместе с османскими военными формированиями, тюркоязычные юрюки массами селились вдоль основных транспортных путей (Фракия, Добруджа, Македония).
Многие продолжали сохранять кочевой или полукочевой образ жизни, особенно юрюки Пинда, кочевавшие в районе современного Козани, Греция. В Македонии юрюки расселились вдоль хребта Плачковица (особенно, в селах Коджалия, Парналия и Али-Коч). Проживают также в селах близ Дойрана, Штипа и Струмицы. Мустафа Кемаль Ататюрк был сыном юрюка из села Кочаджик (в Западной Македонии) и салоникской албанки.
Из-за того, что образ жизни юрюков был во многом схож с образом жизни таких романских народов как аромуны и мегленорумыны, эти группы начали сближаться. Часть мегленорумынов приняла ислам, из-за чего впоследствии была депортирована (1923) в Турцию вместе с юрюками (греко-турецкий обмен населением).
В современной Турции, особенно в её слаборазвитой в промышленном и социальном отношении восточной и юго-восточной частях (горы Тавр, внутренняя Анатолия, Армянское нагорье), сохраняются группы юрюков, ведущие традиционный полукочевой образ жизни.
Юрюкская диаспора в Македонии, хоть и перешедшая на оседлость, сохранила много старинных обычаев. При этом большинство македонских юрюков не имеет даже среднего образования, часть женщин разговаривает только по-турецки.

## Антропология
А. А. Ивановский обнаружил у юрюков довольно заметные монголоидные черты — выступающие скулы, слабое развитие третичного волосяного покрова, 18 человек обследованных им юрюков имели эпикантус. Эта слабая монголоидность восходит к тюркским племенам средневековья.

## Галерея
- Палатка юрюков
- Лагерь юрюков в Таврских горах, ок. 1879 г.
- Лагерь юрюков, ок. 1893 г.
- Войлочный ковёр юрюков близ Уссумлы-Кадьанды, конец XIX в.
- Вышивка юрюков на пшеничном мешке
- Юрюкские женщины весной
- Сиях Калем, Сокровище
- Антропологический очерк о взрослых мужчинах юрюков (Феликс фон Лушан, 1889 г.)